# Nécropole nationale de Flirey
De Nécropole nationale de Flirey is een begraafplaats met bijna 4.500 voornamelijk Franse soldaten uit de Eerste Wereldoorlog in de gemeente Flirey in het departement Meurthe-et-Moselle in de regio Grand Est.